# イルマティックエンベロープ
『イルマティックエンベロープ』（ILLMATIC ENVELOPE)は、マイルストーンが開発、2008年6月に稼動したアーケードゲームである。ジャンルは、縦スクロール弾幕シューティング。公式での略称は『イルベロ』（ILLVELO）。2008年11月13日にはWiiへの移植版『イルベロWii』が発売された。
また、本作のシステムを継承した作品としてニンテンドー3DS用ソフト『イルベロデリンジャ』がある。

## 概要
本作は自機「ライド」を操作して全5ステージのクリアを目指すシューティングゲームだが、「謎を解き、運命を掴み取れ!」というキャッチコピーにもある様に、各ステージに無数に存在する隠しステージを発見し、運命の鍵を集めていく事がゲームの最終目的となっている。新要素として、マイルストーン制作のシューティングゲームではほぼ全作で採用されていた武装「ソード」を廃し、新たに攻防一体の「ドール」が導入された。
本作はオンラインシミュレーションシステム「DEF」内部に侵入していくというストーリーであり、作中での戦闘は全て仮想空間内での出来事という事になる。世界観は過去の作品群と共有されており、各種メッセージやデモ、一部の敵キャラクターによって他作品との関連性が示されている。
3Dモデルは『ラジルギ』や『カラス』に引き続きトゥーンレンダリングによって描画。食料品や音響機器で構成されたステージ、手や蝉の形状をした敵キャラクターなど奇抜で抽象的なグラフィックデザインが特徴的であるが、これに関しては「主人公の恐怖や憎悪といった感情がDEF内で反映され、敵として現れている」という設定が存在する。

## ストーリー
第二西暦4095年、世界にはあらゆるネットワークゲームが氾濫し、プレイヤーの精神や肉体、時間を侵食していた。不登校の少女ダマジャ・ルジエも、2階の自室に引きこもり、ホーリー・エンターテインメント社が提供するオンラインシミュレーションシステム「DEF」内のゲーム「JUSTA」にのめり込んでいた。
ルジエには、「DEF」の中で「ソーダ」という少女と知り合い、内心惹かれてもいたが、このところ彼女がDEFにログインしてこなくなったのを心配していた。折しもDEF内では「神隠し」が噂になっており、ソーダがそれに巻き込まれたのではないかというルジエの不安は、とうとう具現化してネット上に現れるまでになっていた。そして、不安に耐え切れなくなったルジエは真偽を確かめるべく、DEF内での相棒チーポと共に、JUSTAからDEF内部への侵入を試みる。

### 登場人物
ダマジャ・ルジエ
主人公。14歳の少女。12歳の頃から不登校になり、現在は2階の自室に引きこもってDEFに常時ログインし、JUSTAをプレイする生活を続けている。
DEF内でのハンドルネームは「ジェイルー」で、チーポやソーダからは「るー」と呼ばれている。搭乗機は「ライド」。
チーポ
「ライド」の専属ライム。性別不明。ルジエの境遇や無茶な行動を心配しつつも、彼女をサポートする。
ソーダ
ルジエがDEF内で知り合った少女。ルジエが自身の境遇を話すほど心を許していた友人だったが、最近はDEFへログインしなくなっている。

## ゲームシステム
1レバー+3ボタン制。Aボタンでショット、Bボタンでドール操作、Cボタンでメガロファズ。
従来のシューティングと異なり、『カラス』や『ラジルギ』から継承された独自のシステムを有している。
- 経験値により、自機の武装がレベルアップしてゆく
- 敵接触によるダメージが存在しない
- 敵弾の一部を自機の攻撃で破壊できる
- 接近することで敵の一部は弾を撃たなくなる
- 編隊の捕り逃し、隠しステージ突入などによって敵の出現パターンが大きく変化する。

画面はネットブラウザをイメージしたものとなっている。
- アイテム取得時にツールバーが展開し、アイテムを分類するような動きをする。
- 画面右端に時間経過を示すメーターがあり、隠しステージの時間制限やボスの逃走の目安として利用できる。
- 残機数は画面左下、取得した鍵の総数は画面右下に、スコアと武装レベルは画面右上にそれぞれ表示されている。
- メールアイテムを取得することで画面下部にメールウィンドウが表示される。内容は攻略情報や架空の広告、雑談など。自機を下部に移動させると、ウィンドウは半透明化するためプレイに支障は無い。

ライフは残機制で、最大5機まで増える。残機が全て無くなるとゲームオーバー。

### 隠しステージ
道中に存在する入口に自機を重ねることで、隠しステージへと突入できる。入口には背景固定のものと、光状のオブジェクトを3の倍数個破壊することで出現するものの二種類が存在する。後者は光の色と対応する武装での攻撃により破壊可能。一定時間以内に敵編隊、あるいは地上砲台を全滅することで、運命の鍵を得ることが出来る。尚、その時点での鍵の保持数、武装レベルなどの要素で隠しステージの内容が変化する場合もある。
隠しステージ内ではBGMが変化するが、ステージに戻った際は突入時に途切れた部分から曲が再生される。

### 武器と経験値
メガロファズを除いた武器は、経験値を一定数貯めるか、特定アイテムを回収することでレベルアップする。レベルを上げると、攻撃威力や弾数の増加、敵弾消去時に打ち返しを発生させるなどの変化が起こる。各武器ごとにレベルは300が上限。
- ショット

Aボタンを押すことで自動連射。特定のアイテムによって三種類に変化し、自機の速度もこれに依存する。
- - ワイド（1番） - ワイドショット。自機の標準装備であり、攻撃力は高い。レベル上昇により瞬間弾数、way数が増加。
  - レーザー（2番） - 敵をロックするレーザー。武器レベルが上がることで貫通レーザーに変化。自機速度は速くなる。
  - バブル（3番） - 敵との接触で弾速が遅くなる貫通弾。単発威力は低いが、貫通中もダメージを与え続けるため総火力は高い。自機速度は遅くなる。
- シールド

Aボタンを押さずにいると自機前方に展開。ドール射出中はドールもシールドとして機能する。レーザーと炎状弾以外の攻撃を無効にし、接触した敵にダメージを与える。
また、レベル上昇で三段階に変化し、二段階目から防御時に弾を返すようになる。尚、自機前方にシールドが展開するよりも、ドールがシールド化する方が早い。
- ドール

今作最大の特徴とも言えるオプション。Bボタンを押すことで自機の進行方向（ニュートラル時前方）に射出。Bボタンを押し続けることにより自機と等間隔を保ったまま動かすことが可能で、開放によりその場に固定。もう一度押しなおすと自機の左右に戻る。射出していないドールには接触判定が無い。
射出中にAボタンを押しているかどうかで性質が変化する。
- - 攻撃モード - Aボタンを押している状態

ドールからもショットが放たれる。この状態でドールを敵に重ねることで、更に手裏剣弾をスプリンクラー状に発射。ドールの経験値はこの手裏剣弾によるダメージによって発生する。尚、ショットのway数増加分はドールから発射されるため、ドール射出中は自機からのショット範囲は狭まる。
- - 防御モード - Aボタンを離している状態

ドールもシールドとして機能する。ドールのシールド攻撃で発生した経験値は全てシールドに加算される。尚、射出していない状態では、ドールはシールドとして機能しない。
- メガロファズ

いわゆるボム。SPゲージが満タンの状態で使用可能で、発動地点を中心に特殊なフィールドが一定時間発生する。与えられるダメージは低いが発動中には一定時間無敵化、他武装の威力向上、フィールドに接触したアイテムの自動回収といった効果が発生する。
前作におけるボム「D.F.S」とは異なり、経験値の量が増加する効果はない。敵を攻撃しゲージを溜めることで再使用が可能になる。
経験値は敵個体に攻撃を当てた、ないし止めを刺したものに加算され、「雑魚を倒す」→「雑魚の編隊の隊長機を最初に倒す」→「雑魚の編隊をすべて倒す」の順に、より多く得られる。
尚、得点は「敵の素点×レベル総和×鍵の数」となるため、スコアアタックに挑戦する場合はこれらの仕様を利用し、効率よくレベルアップする必要がある。

## 音楽
BGMとSEはマイルストーンのサウンドチームであるK.H.D.N.が担当。自機被弾時の絶叫は、K.H.D.N.に所属する林康の肉声を加工したものである。
| 場面           | 曲名                              |
| -------------- | --------------------------------- |
| Advertise demo | ILLMATIC ENVELOPE                 |
| Tutorial       | HERMIT NETWORK                    |
| Stage1         | PHANTOM’S DANCE                   |
| Stage2         | MAGURO                            |
| Stage3         | ROOFIE                            |
| Boss           | PIZZA PHAT ILLER                  |
| Stage4         | I WANNA BE WITH YOU IN THIS WORLD |
| Stage5         | Mr.RADIO SHOCK                    |
| ast boss       | CHANNEL FANNEL                    |
| True boss      | KILLER TUNE STORE                 |
| Ending         | CONVERGENCE                       |
| Staffroll      | NOSTALGIA                         |
| Name entry     | SANCTUARY                         |

## イルベロWii
アーケード版を移植した「アーケードモード」に加え、初心者向けに難易度を落とした「イージーモード」、上級者向けに難易度を上げた「ハードモード」、隠しステージ全105面を連続してプレイする「スペシャルモード」が新たに追加されている。また、初回購入特典として、アーケードモード･ハードモード･スペシャルモードそれぞれの攻略プレイ動画や、開発者インタビューの模様を収録した特典DVDが付属していた。
尚、鍵を50個以上集めてゲームクリアした際に流れる真の最終ボス戦突入デモの効果音と、集めた鍵が49個以下でゲームクリアした際に流れるエンディングデモの効果音が、移植ミスによって入れ替わってしまっているが、後に発売された『イルベロ-スティル-』や『マイルストーンシューティングコレクション2』では本来の形に修正されている。